# Schitu Golești
Schitu Golești est une commune du județ d'Argeș en Roumanie.